# Mongui Maduro Museum
Het Mongui Maduro Museum is een historisch huis museum, gehuisvest in een landhuis in Willemstad (Curaçao).

## Geschiedenis
De Curaçaose zakenman en bankier Mongui Maduro (1891-1967) was een verwoed verzamelaar van antilleana en judaïca. Het was zijn wens dat zijn waardevolle bezittingen na zijn dood toegankelijk gemaakt zouden worden voor het publiek. Zijn dochter Ena Dankmeijer-Maduro richtte daartoe in 1974 samen met haar moeder en echtgenoot de Stichting Mongui Maduro op, voor het behoud van haar vaders collectie en van landgoed Rooi Catootje, het antiek en andere artefacten.
Het museum is gevestigd in Landhuis Rooi Catootje. In 2010 verrees naast het museum een nieuwe vleugel met veel glas om de Mongui Maduro-bibliotheek beter te kunnen conserveren en openstellen voor onderzoekers, het Ena Dankmeijer-Maduro paviljoen.

## Collectie
Het historische museum illustreert de geschiedenis van de Maduro-familie en hun invloed op de sociale en economische geschiedenis van Curaçao. Ook zijn hier hun authentieke antieke meubilair en andere erfstukken te zien. Het kunukuhuis en badhuis worden eind 2024 opengsteld voor het publiek.
De bibliotheek is sinds 2010 gevestigd in het Ena Dankmeijer-Maduropaviljoen. Mongui Maduro kocht een exemplaar van elk boek, tijdschrift of krant met als onderwerp Curaçao  of de Nederlandse Antillen dat werd gepubliceerd of door lokale auteurs werd geschreven en voegde deze werken toe aan zijn verzameling. Daarnaast verzamelde hij alledaagse dingen zoals krantenknipsels, kalenders en uitnodigingskaarten, programma's en menu's die inzicht geven in het dagelijks leven in zijn tijd, ansichtkaarten, postzegels, bankbiljetten en munten van de Nederlandse Antillen. Door nieuwe aankopen wordt de bibliotheek actueel gehouden. De collectie is een volledige referentie-bibliotheek.